# Мехув (Мазовецьке воєводство)
Мехув (пол. Miechów) — село в Польщі, у гміні Казанув Зволенського повіту Мазовецького воєводства.
Населення — 148 осіб (2011).
У 1975-1998 роках село належало до Радомського воєводства.

## Демографія
Демографічна структура станом на 31 березня 2011 року:
|          | Загалом | Допрацездатний вік | Працездатний вік | Постпрацездатний вік |
| -------- | ------- | ------------------ | ---------------- | -------------------- |
| Чоловіки | 73      | 15                 | 49               | 9                    |
| Жінки    | 75      | 16                 | 35               | 24                   |
| Разом    | 148     | 31                 | 84               | 33                   |